# Delta (Missouri)
Delta – miasto w Stanach Zjednoczonych, w stanie Missouri. Liczba mieszkańców w 2000 roku wynosiła 445.